# Zwadderkotmolen
De Zwadderkotmolen is een bovenslagwatermolen gelegen op Oossebeek in de Vlaamse Ardennen in de Belgische deelgemeente Mater (Oudenaarde). De bovenslagmolen werd al vermeld op de Ferrariskaart. In 1809 werd de molen omgebouwd tot graanmolen. In 1852 werd er een oliemolen naast gebouwd. De Zwadderkotmolen werd als molen gebruikt tot 1965. Sinds 1993 is de molen beschermd als monument. De molen maakt nu deel uit van een restaurant.
- Inventaris van het Bouwkundig Erfgoed (Vlaanderen): 27675